# San Mango sul Calore
San Mango sul Calore ist eine italienische Gemeinde mit 1106 Einwohnern (Stand 31. Dezember 2023) in der Provinz Avellino in der Region Kampanien. Der Ort ist Teil der Bergkommune Comunità Montana Terminio Cervialto.

## Geografie
Die Nachbargemeinden sind Castelvetere sul Calore, Chiusano di San Domenico, Lapio, Luogosano, Paternopoli und Taurasi. Die weiteren Ortsteile sind Malvito, Poppano, Carpignano, Verzari und Cesine.

## Verkehr
Der Haltepunkt Luogosano-San Mango sul Calore liegt weit nordöstlich des Ortes an der im Personenverkehr nicht mehr bedienten Bahnstrecke Avellino–Rocchetta Sant’Antonio.